# Cassia lancangensis
Cassia lancangensis là một loài thực vật có hoa trong họ Đậu. Loài này được Y.Y. Qian miêu tả khoa học đầu tiên năm 1990.